# Cydia elpore
Cydia elpore is een vlinder uit de familie bladrollers (Tortricidae). De wetenschappelijke naam is voor het eerst geldig gepubliceerd in 1976 door Diakonoff.
De soort komt voor in Europa.